# Открытый чемпионат Германии по теннису среди женщин 2005
Qatar Total German Open 2005 — ежегодный профессиональный теннисный турнир 1-й категории для женщин. Соревнование традиционно проводились на открытых грунтовых кортах в Берлине, Германия. Соревнования прошли с 2 по 8 мая.
Прошлогодние победители:
- в одиночном разряде —  Амели Моресмо
- в парном разряде —  Надежда Петрова и  Меганн Шонесси

## Соревнования

### Одиночный турнир
Жюстин Энен-Арденн обыграла  Надежду Петрову о счётом 6-3, 4-6, 6-3.
- Энен-Арденн выигрывает 3й титул в году и 22й за карьеру.

### Парный турнир
Елена Лиховцева /  Вера Звонарёва обыграли  Кару Блэк /  Лизель Хубер со счётом 4-6, 6-4, 6-3.
- Лиховцева выиграла 3й турнир в году и 23й за карьеру.
- Звонарёва выигрывает свой 1й турнир в году и 2й за карьеру.